# Club Atlético Castro
El Club Atlético Castro es un histórico club de atletismo originario de la ciudad de Castro Urdiales, Cantabria. Fundado en 1945, comenzó su actividad federada en 1947, año en el que se adscribe en la recién creada Federación Montañesa de Atletismo (futura Federación Cántabra de Atletismo). A partir de la década de los 60 comienza a competir bajo la denominación  de Castro O.J.E.
Actualmente el Club Atlético Castro compite en todos los ámbitos del atletismo y disciplinas. A nivel nacional aporta atletas a los distintos campeonatos de España, tanto al aire libre como en pista cubierta, así como a diversos equipos de Segunda División Nacional mediante acuerdos de afiliación. A nivel regional compite en la Liga Cántabra Absoluta y en la Liga Escolar de Menores.

## Junta Directiva
La actual junta directiva del Club Atlético Castro está conformada por:
- Presidente de honor: Francisco Torre Erquicia.
- Presidente: Jonatan Vaquero da Silva.
- Vicepresidente: David Zaballla Martínez.
- Secretario: José Antonio González García
- Tesorero: Alejandro Salazar Álvarez.
- Vocal: Adrián Rodríguez García.
- Vocal: Ricardo Castillo Laca.
- Vocal: Jose Luis Torre Gastañaga.
- Vocal: Pedro Miguel Lecue Perales.
- Vocal: Josu Nieto Rodríguez.
- Vocal: Sergio Ruiz Madrazo.
- Vocal: David Torre Gabancho.